# 蓮華池柃木
蓮華池柃木（学名：Eurya rengechiensis）为茶科柃木屬下的一个种。
蓮華池柃木屬於茶科的柃木屬，是台灣特有種，屬於茶科柃木屬的木本小喬木，新葉呈現深紫紅色，是非常明顯的特徵之一。蓮華池柃木的葉片為革質，兩面光滑，長7∼8公分，寬2.5∼3.5公分為長橢圓形或披針形，先端尾狀或尾狀漸尖，鈍頭，微細鋸齒緣，邊緣稍有反捲。2~3個花苞簇生於葉腋，花朵為白色，雌雄異花，花朵直徑約為0.8∼1公分，卵狀球形的漿果成熟後呈紫黑色。
蓮華池柃木分布侷限在中部低海拔山區森林中，喜陰濕之山凹及溪澗兩側。目前估計實際分布面積可能小於100平方公里。由於低海拔地區的山區及森林，普遍面臨開發壓力，學者們認為過去10年內，族群數量減少的程度已超過20%，所以將蓮華池柃木評定為易受害物種。

## 扩展阅读
- 維基物種上的相關：蓮華池柃木